# Lydia Yavorskaya

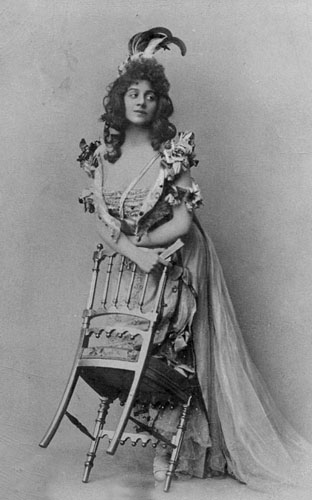
Lydia Yavorskaya

Lydia Yavorskaya (russisch Лидия Борисовна Яворская; Lidija Borisowna Jaworskaja; geborene Lydia von Hubbenet; * 22. Julijul. / 3. August 1871greg. in Kiew, Russisches Kaiserreich; † 18. November 1921 in London, Vereinigtes Königreich) war eine deutschstämmige Schauspielerin und Theaterdirektorin in St. Petersburg und London.

## Leben
Sie stammte aus einer deutschbaltischen Familie. Der Vater Boris von Hubbenet war Polizeichef von Kiew, der Onkel Adolf von Huebbenet war ein russischer Staatsbeamter.
Schon als Kind spielte sie gerne in Theateraufführungen im privaten Kreis. Sie besuchte das Gymnasium in Kiew und anschließend die Hochschule für Darstellende Künste in St. Petersburg. In Kiew heiratete sie einen Herrn Jaworski, von dem sie sich bald wieder scheiden ließ. Danach ging sie an die Comédie-Française in Paris.
1893 trat Lydia Jaworskaja  in Reval erstmals in einem Theater in Russland auf. Noch  in diesem Jahr kam sie zu Fjodor Korsch an dessen Theater nach Moskau. 1894 heiratete sie Fürst Wladimir Barjatinski. 1895 lud sie Alexej Suworin in sein Theater der Literarisch-künstlerischen Gesellschaft nach St. Petersburg ein, das moderne zeitgenössische Dramatik aufführte. Dort spielte sie meist die weiblichen Hauptrollen. 1900 verließ sie das Theater, angeblich, weil sie sich weigerte, in einem Stück mit antisemitischem Inhalt mitzuspielen.
1901 gründete sie mit ihrem Ehemann ein eigenes Neues Theater in  St. Petersburg. Dort führten sie zeitgenössische moderne Dramatik und Stücke des Ehemanns auf. 1906 schlossen sie dieses. 
Lydia Jaworskaja ging nun auf Gastspielreisen durch Russland, aber auch nach  Wien und Paris.
1909 siedelte sie mit ihrem Ehemann nach London über. Dort erlernte sie auch die englische Sprache, um in weiteren Theaterstücken auftreten zu können.
1914 kehrte ihr Mann nach Ausbruch des Ersten Weltkrieges nach Russland zurück. Sie folgte ihm bald. 1916 beantragte er die Scheidung, die durch die Oberste Synode der Russisch-Orthodoxen Kirche genehmigt wurde. Ihr wurde eine erneute Eheschließung für die nächste Zeit verboten. Erst 1917 erreichte sie durch die neue Provisorische Regierung eine Aufhebung dieser Bestimmung.
Nach dem Oktoberumsturz verließ Lydia Jaworskaja Anfang 1919 das Land und zog wieder nach London. Von dort unterstützte sie die notleidende Bevölkerung in Russland mit großem Aufwand. 1920 heiratete sie erneut.
1921 starb sie im Alter von 50 Jahren.
Lydia Jaworskaja war eine bekannte Schauspielerin in Russland und London. Sie war mit dem Dichter Anton Tschechow und weiteren Künstlern bekannt. Der berühmte Maler Ilja Repin schuf 1910 ein Porträt von ihr, der Bildhauer Trubezkoi eine Skulptur. Lydia Yarovskya galt als eine eindrucksvolle Persönlichkeit, die klug war, aber auch einige Eigenheiten hatte.
Lydia Jarowskaja verfasste einige Aufsätze zu Theater und weiteren Themen.